# Shin’ya Satō
Shin’ya Satō (japanisch 佐藤 真也 Satō Shin’ya; * 13. November 1978 in Kumamoto) ist ein ehemaliger japanischer Fußballspieler.

## Karriere
Satō erlernte das Fußballspielen in der Schulmannschaft der Ozu High School und der Universitätsmannschaft der Saga-Universität. Seinen ersten Vertrag unterschrieb er 2001 bei Okinawa Kariyushi FC. 2003 wechselte er zu FC Ryukyu. Am Ende der Saison 2005 stieg der Verein in die Japan Football League auf. 2008 wechselte er zum Ligakonkurrenten Giravanz Kitakyushu. Am Ende der Saison 2009 stieg der Verein in die J2 League auf. Ende 2011 beendete er seine Karriere als Fußballspieler.